# Kém dinh dưỡng
Kém dinh dưỡng, hay còn được gọi là suy dinh dưỡng, là tình trạng thiếu thốn, quá thừa hoặc sự thiếu cân bằng trong việc tiêu thụ dinh dưỡng.
Một số kiểu rối loạn dinh dưỡng xảy ra, phụ thuộc vào lượng dinh dưỡng thấp hoặc quá thừa trong chế độ ăn uống.
Tổ chức Y tế Thế giới thông báo nạn đói và suy dinh dưỡng liên quan là mối đe dọa lớn nhất duy nhất đối với sức khỏe toàn cầu. Cải thiện dinh dưỡng được quan tâm rộng rãi là biện pháp hiệp quả nhất của việc viện trợ. Can thiệp dinh dưỡng đặc biệt nhằm giải quyết các nguyên nhân trực tiếp của suy dinh dưỡng đã được chứng minh là cung cấp những giá trị tốt nhất với chi phí thấp và hiệu quả cao trong tất cả các biện pháp can thiệp phát triển. Các biện pháp khẩn cấp bao gồm cung cấp các vi chất bị thiếu qua tăng cường thức ăn dạng bột hoặc chế độ bổ sung trực tiếp. WHO, UNICEF, và WFP đề nghị quản lý suy dinh dưỡng cấp tính trầm trọng bằng các thực phẩm sẵn sàng cho điều trị, loại này đã được chứng minh là làm tăng cân trong các điều kiện khẩn cấp. Các mô hình cứu trợ nạn đói ngày càng được sử dụng bởi các nhóm cứu trợ kêu gọi cho tiền mặt cho người đói để trả tiền cho các nông dân địa phương thay vì mua thực phẩm từ các nước tài trợ, thường theo yêu cầu của luật, để ngăn chặn bán phá giá làm tổn thương người nông dân địa phương.
Các biện pháp dài hạn bao gồm tăng cường nguồn dinh dưỡng từ nông nghiệp bằng cách tăng sản lượng, trong khi phải đảm bảo rằng sản lượng bị ảnh hưởng tiêu cực trong tương lai phải là thấp nhất. Những cố gắng gần đây bao gồm việc viện trợ cho nông dân. Tuy nhiên, Ngân hàng Thế giới chỉ trích việc các chính phủ trợ cấp cho nông dân, trong khi việc sử dụng phân bón ngày càng rộng rãi có thể ảnh hưởng tiêu cực đến hệ sinh thái và sức khỏe con người và bị cản trở bời các nhóm xã hội dân sự khác.

## Ở các nhóm dân số khác nhau
Thiếu dinh dưỡng là yếu tố quan trọng quyết định đến sức khỏe bà mẹ và trẻ em, chiếm hơn một phần ba số trẻ tử vong và hơn 10% tổng số gánh nặng bệnh tật trên toàn cầu theo một nghiên cứu năm 2008.

### Ở nữ giới
Các nhà nghiên cứu của trung tâm Nghiên cứu Lương thực Thế giới trong năm 2003 thấy có một khoảng trống giữa các mức độ thiếu dinh dưỡng giữa nam và nữ nhìn chung là nhỏ, nhưng khoảng trống này khác nhau giữa các khu vực và giữa các quốc gia. Các nghiên cứu trên quy mô nhỏ này cho thấy tỉ lệ suy dinh dưỡng ở nữ cao hơn ở nam ở các quốc gia Nam/Đông Nam Á và châu Mỹ Latinh và thấp hơn ở vùng hạ Sahara châu Phi. Các tập dữ liệu ở Ethiopia và Zimbabwe cho thấy tỉ lệ suy dinh dưỡng ở nam cao hơn từ 1,5 đến 2 lần so với ở nữ; tuy nhiên, ở Ấn Độ và Pakistan, tỉ lệ suy dinh dưỡng ở nữ cao hơn ở nam từ 1,5 đến 2 lần. Những thay đổi trong một quốc gia cũng có, với khoảng trống cao thường xuyên giữa các khu vực. Bất bình đẳng giới về dinh dưỡng ở một số quốc gia như Ấn Độ thể hiện trong tất cả các giai đoạn của đời người.

### Ở trẻ em

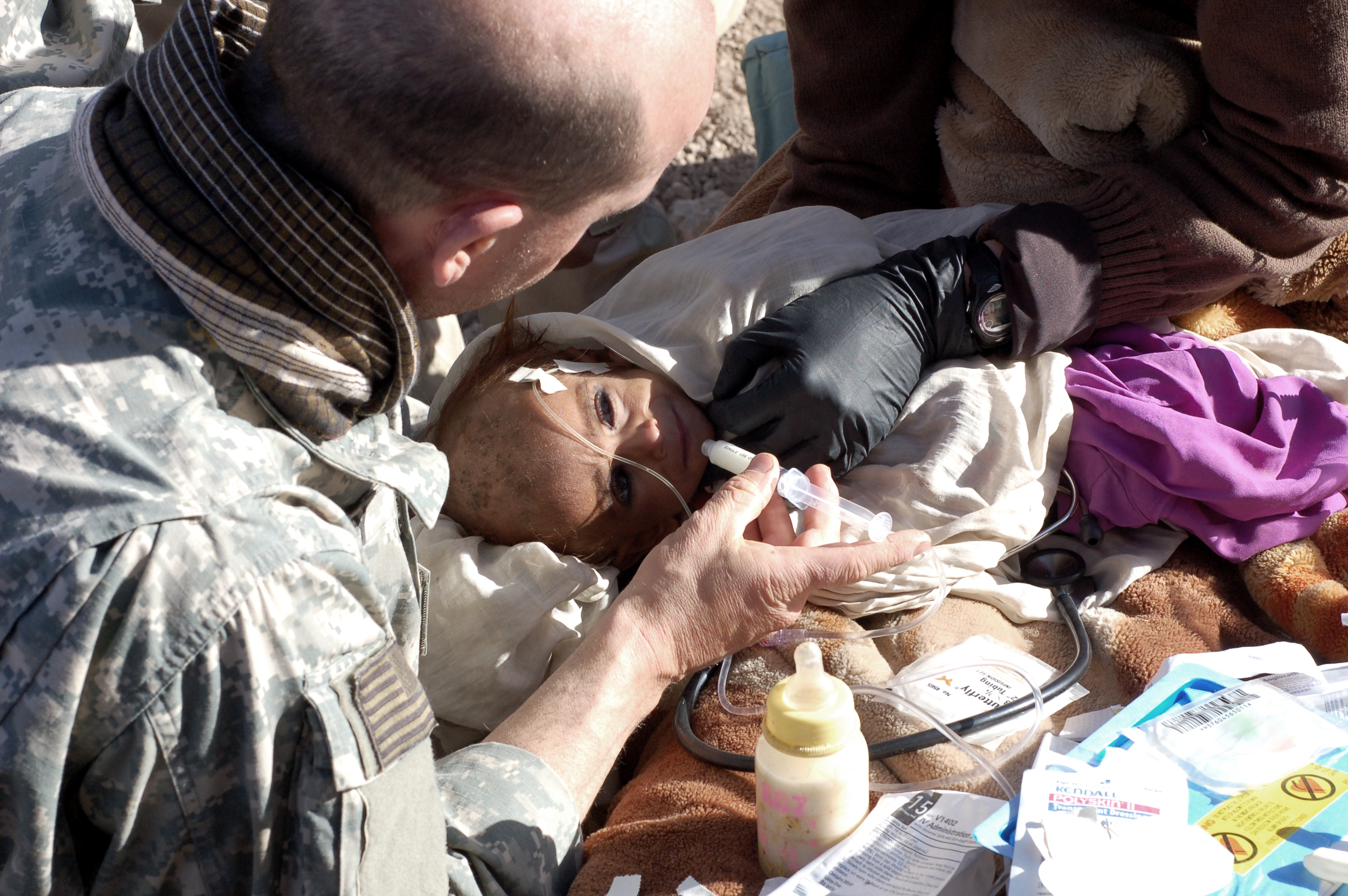
Một đứa trẻ Afghanistan bị suy dinh dưỡng đang được nhóm y tế điều trị.

WHO ước tính rằng suy dinh dưỡng chiếm 54% trẻ tử vong trên thế giới, tức khoảng một triệu trẻ. Thậm chí độ nhẹ của suy dinh dưỡng tăng cấp đôi nguy cơ tử vong do các bệnh đường hô hấp và tiêu chảy và bệnh sốt rét. Nguy cơ này tăng mạnh ở những ca suy dinh dưỡng nghiêm trọng. Có ba biện pháp thường được sử dụng để phát hiện suy dinh dưỡng ở trẻ: thấp còi (cực kỳ thấp so với tuổi của chúng), nhẹ cân (cực kỳ nhẹ cân so với tuổi của chúng), và ốm gầy (cực kỳ nhẹ cân so với chiều cao). Các biện pháp xác định suy dinh dưỡng này có quan hệ với nhau, nhưng các nghiên cứu của Ngân hàng Thế giới cho thấy rằng chỉ có 9% trẻ thể hiện thấp còi, nhẹ cân và ốm gầy. Theo một báo cáo năm 2008 ước tính có khoảng 178 triệu trẻ dưới 5 tuổi bị còi, hầu hết trong số đó sống ở vùng hạ Sahara châu Phi; 55 triệu trẻ bị ốm gầy, trong đó 19 triệu trẻ ốm gầy nghiêm trọng. Đo đạc tăng trưởng của trẻ cung cấp thông tin cần thiết thể hiện suy dinh dưỡng, nhưng chỉ đo đạc cân nặng và chiều cao có thể dẫn đến sự nhầm lẫn trong kwashiorkor và đánh giá thấp mức độ suy dinh dưỡng nghiêm trọng ở trẻ.

### Ở người cao tuổi

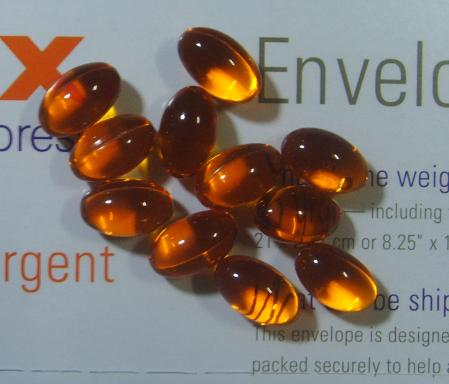
Chất dinh dưỡng thiết yếu là một trong những nguồn quan trọng trong việc chăm sóc sức khỏe người cao tuổi.

Nhiều nghiên cứu chỉ ra rằng suy dinh dưỡng và nhẹ cân là phổ biến ở người cao tuổi là ở các lứa tuổi khác của người trưởng thành. Nếu người cao tuổi khỏe và vận động tốt, chỉ quá trình lão hóa không gây ra suy dinh dưỡng. Tuy vậy, những thay đổi về các thành phần trong cơ thể, chức năng các cơ quan, tiêu thụ năng lượng đầy đủ và ăn thức ăn liên quan đến lão hóa thì có thể góp phần làm suy dinh dưỡng. Buồn hoặc trầm cảm có thể đóng vai trò quan trọng trong việc làm thay đổi cảm giác ngon miệng, tiêu hóa, mức năng lượng, cân nặng, và hạnh phúc. Một nghiên cứu về mối quan hệ giữa suy dinh dưỡng và các bệnh khác ở người cao tuổi cho thấy rằng suy dinh dưỡng ở người cao tuổi có thể là do rối loạn hệ tiêu hóa và nội tiết, mất cảm giác mùi vị, giảm sự thèm ăn và ăn không đủ dinh dưỡng. Sức khỏe răng miệng kém, răng giả không vừa, hoặc gặp các vấn đề về nhai, nuốt có thể làm việc ăn uống khó khăn. Từ các yếu tố trên, suy dinh dưỡng xảy ra rất dễ đối với người già.
Tỉ lệ suy dinh dưỡng có khuynh hướng tăng theo độ tuổi ở nhóm dân số cao tuổi; một nghiên cứu về Dinh dưỡng lâm sàng (Clinical Nutrition) chỉ ra rằng có ít nhất 10% người cao tuổi có độ tuổi nhỏ hơn 75 bị suy dinh dưỡng, trong khi 30% đến 65% người cao tuổi được chăm sóc tại nhà, tại các cơ sở chăm sóc sức khỏe thời gian dài, hoặc tại các bệnh viện thì bị thiếu dinh dưỡng. Nhiều người cao tuổi cần sự hỗ trợ trong ăn uống, điều này có thể góp phần làm thiếu dinh dưỡng. Do các yếu tố trên, một trong những yêu cầu chính trong việc chăm sóc sức khỏe người cao tuổi là cung cấp thức ăn đầy đủ và đủ dinh dưỡng thiết yếu. Các nhà nghiên cứu ở Úc đã tiến hành đánh giá dinh dưỡng mini thông báo rằng thiếu dinh dưỡng hoặc nguy cơ thiếu dinh dưỡng xảy ra ở 80% trong nhóm người cao tuổi được đưa đến bệnh viện để chăm sóc. Thiếu dinh dưỡng và sụt cân có thể góp phần vào sarcopenia với sự sụt giảm trọng lượng cơ thể liên quan đến phần thịt và giảm chức năng cơ. Béo bụng hoặc giảm cân cùng với sarcopenia dẫn đến tình trạng bất động, rối loạn xương, đề kháng insulin, tăng huyết áp, xơ vữa động mạch, và rối loạn trao đổi chất. Một bài báo của tạp chíHiệp hội Dinh dưỡng Mỹ, lưu ý rằng kiểm tra dinh dưỡng thường xuyên là một trong những cách để phát hiện và từ đó làm giảm tỷ lệ suy dinh dưỡng ở người cao tuổi.

## Số liệu
| Năm                                                 | 1990 | 1995 | 2005 | 2007 |
| --------------------------------------------------- | ---- | ---- | ---- | ---- |
| Số người suy dinh dưỡng trên thế giới (triệu người) | 842  | 832  | 848  | 923  |

| Năm                                                     | 1970 | 1980 | 1990 | 2005 | 2007 |
| ------------------------------------------------------- | ---- | ---- | ---- | ---- | ---- |
| Tỉ lệ người suy dinh dưỡng tại các nước đang phát triển | 37 % | 28 % | 20 % | 16 % | 17 % |

| Quốc gia               | Lượng người thiếu ăn (triệu) |
| ---------------------- | ---------------------------- |
| Ấn Độ                  | 217.05                       |
| Trung Quốc             | 154.0                        |
| Bangladesh             | 43.45                        |
| Cộng hòa Dân chủ Congo | 37.0                         |
| Pakistan               | 35.2                         |
| Ethiopia               | 31.5                         |
| Tanzania               | 16.1                         |
| Philippines            | 15.2                         |
| Brazil                 | 14.4                         |
| Indonesia              | 13.8                         |
| Việt Nam               | 13.8                         |
| Thái Lan               | 13.4                         |
| Nigeria                | 11.5                         |
| Kenya                  | 9.7                          |
| Sudan                  | 8.8                          |
| Mozambique             | 8.3                          |
| Bắc Triều Tiên         | 7.9                          |
| Yemen                  | 7.1                          |
| Madagascar             | 7.1                          |
| Colombia               | 5.9                          |
| Zimbabwe               | 5.7                          |
| Mexico                 | 5.1                          |
| Zambia                 | 5.1                          |
| Angola                 | 5.0                          |